# Adam Garcia

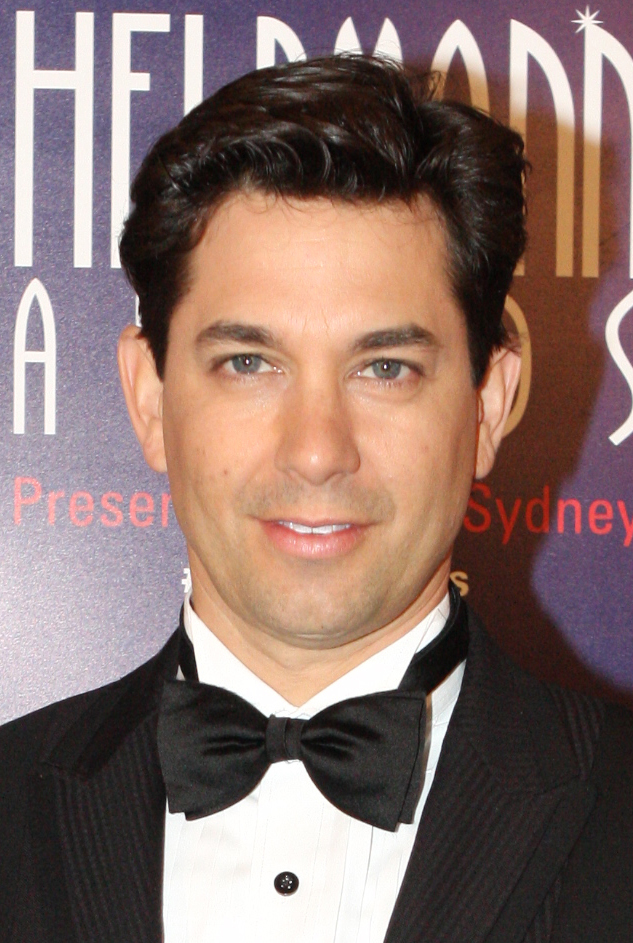
Adam Garcia (2015)

Adam Gabriel Garcia (* 1. Juni 1973 in Wahroonga, New South Wales) ist ein australischer Schauspieler, Sänger und Tänzer.

## Leben und Karriere
Sein Filmdebüt gab er 1997 neben Jude Law und Vanessa Redgrave in dem Film Oscar Wilde. Danach war er in US-amerikanischen Filmen wie Coyote Ugly und Bekenntnisse einer Highschool-Diva  zu sehen.
Neben seiner Tätigkeit vor der Kamera tritt er in Musicals wie Grease und Saturday Night Fever auf. Auch bei der Eröffnungsfeier zu den Olympischen Spielen 2000 in Sydney wirkte er in einer Tanzchoreographie mit. Von September 2006 bis Juli 2007 war Garcia im Musical Wicked – Die Hexen von Oz in London zu sehen.

## Filmografie
- 1997: Oscar Wilde (Wilde)
- 2000: Coyote Ugly
- 2000: Bootmen
- 2001: Unterwegs mit Jungs (Riding in Cars with Boys)
- 2002: Meine ersten zwanzig Millionen (The First $20 Million Is Always the Hardest)
- 2003: Kangaroo Jack (nur Stimme)
- 2003: Eine italienische Hochzeit (Love's Brother)
- 2004: Bekenntnisse einer Highschool-Diva (Confessions of a Teenage Drama Queen)
- 2004: Agatha Christie’s Marple (Fernsehserie, 1 Episode)
- 2004: Fascination
- 2005: Standing Still
- 2005: Doctor Who (Fernsehserie, Weihnachtsspecial)
- 2008: Britannia High (Fernsehserie, 5 Episoden)
- 2009: Hawthorne (Fernsehserie, 4 Episoden)
- 2009: Flight of the Conchords (Fernsehserie, Episode 2x03)
- 2010: Dr. House (House, Fernsehserie, Episode 6x20)
- 2011: Threesome (Fernsehserie, 3 Episoden)
- 2013: Camp (Fernsehserie, 10 Episoden)
- 2014: Nativity 3: Dude Where’s My Donkey?
- 2014: Got to Dance
- 2014: The Code (Miniserie, 6 Episoden)
- 2016: Bruce’s Hall of Fame with Alexander Armstrong
- 2017: Mord im Orient Express (Murder on the Orient Express)
- 2018: Dance Boss
- 2021: Gibt es ein Leben nach der Party? (Afterlife of the Party)
- 2022: Tod auf dem Nil (Death on the Nile)